# Sant Marc (Donatello)
L'escultura de Sant Marc de Donatello forma part del cicle de catorze estàtues dels protectors de les Arts de Florencia, col·locades a nínxols a l'exterior de l'església d'Orsanmichele. Va ser encarregat per l'Art de la Llana i es data a 1411-1413. És de marbre i mesura 248 cm d'altura. Es troba a l'interior del museu d'Orsanmichele, mentre que a l'exterior es va substituir per una còpia.

## Història
Sant Marc Evangelista és el patró dels Filadors, i l'estàtua va ser la primera esculpida per Donatello per a Orsanmichele, abans que el famós Sant Jordi. L'estàtua va ser col·locada al tabernacle al final de 1413. Documentalment l'estàtua es va encarregar el 1409, a Niccolò di Pietro Lamberti, qui va rebre una indemnització de 28 florins pel monumental bloc de marbre adquirit. El 1411 el bloc va passar a Donatello per raons que no es precisen, el qual es va comprometre a lliurar l'escultura acabada «dorada i amb tots els ornaments oportuns» abans de l'1 de novembre de 1412. De fet va trigar algun temps més de temps, també per al tabernacle que havia estat esculpit per Perfetto di Giovanni i Albizzo di Pietro.
Vasari narra algunes anècdotes sobre l'estàtua, així com la participació en les primeres etapes de Filippo Brunelleschi. Sembla que l'estàtua a peu de terra no havia agradat als clients, als quals Donatello va proposar de modificar-la una vegada col·locada a la fornícula, encara que els canvis van ser insignificants, ja que el treball estava amb l'òptica ben calibrada i va ser admirat per tothom.
Miquel Àngel va elogiar l'estàtua, dient, segons Vasari: «mai no havia vist una figura amb l'aire de tan bon home com aquesta i que si sant Marc ha tingut realment aquestes característiques, aleshores podia creure cegament en el que ell havia escrit».
El 1941, l'estàtua va ser treta del seu lloc durant un temps, per a protegir-la dels bombardejos. També es traslladà del lloc el 1977 quan es va realitzar una restauració en la que es van retirar les zones enfosquides, que havien anat ennegrit la figura, perquè aparegués la pàtina de bronze. D'aquesta manera, harmonitzava millor amb les estàtues de marbre i amb les de bronze d'Orsanmichele. Durant la tasca de restauració es va redescobrir a la figura les restes del daurat al cabell, barba, a les vores de la vestidura, al llibre i al coixí dessota els peus.

## Descripció

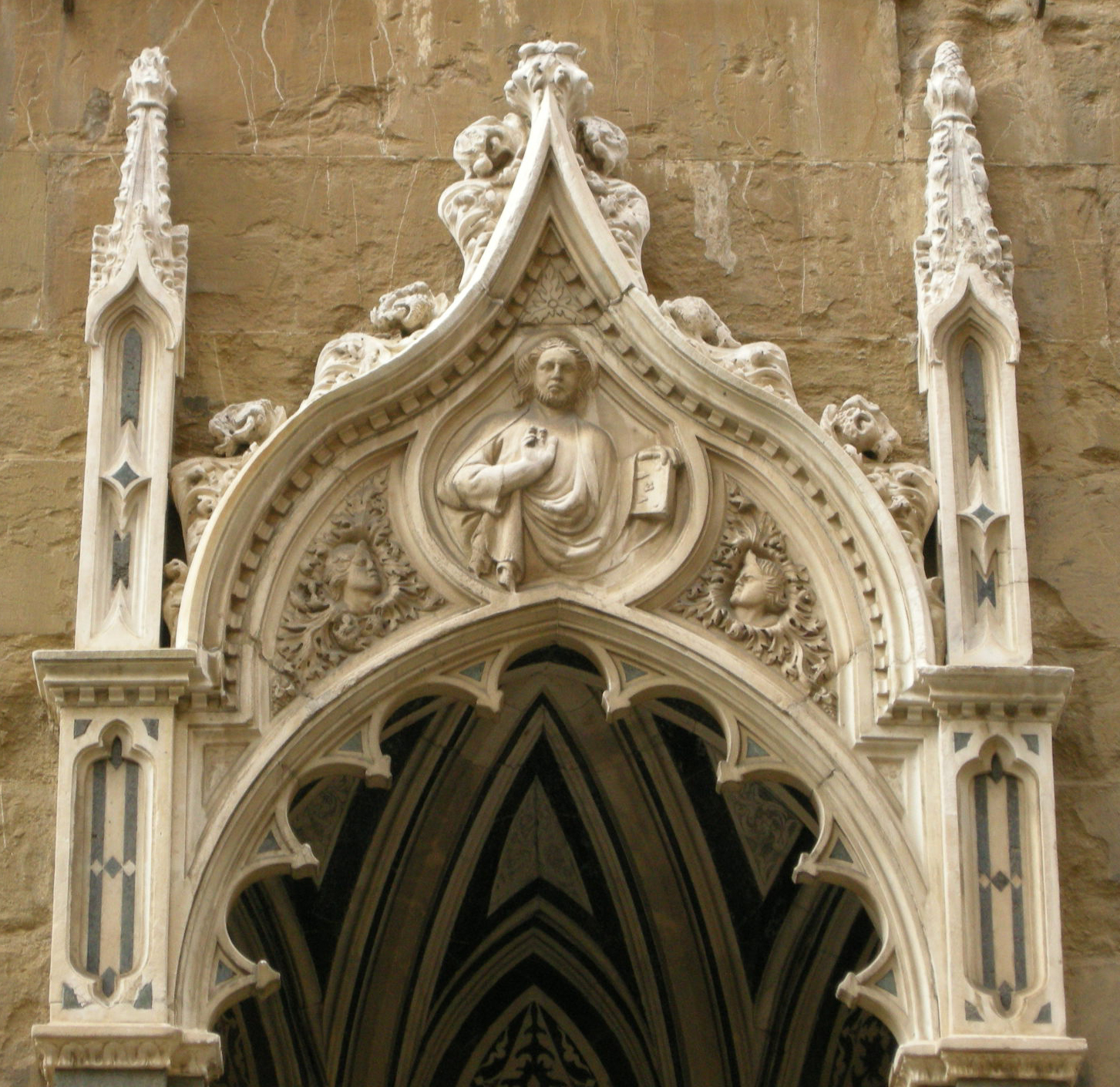
Part d'amunt del tabernacle

Sant Marc està retratat com un antic filòsof, amb una barba i amb un vestit nuat a la cintura. El rostre està esculpit amb una expressió de serietat digna i d'integritat espiritual, que recorda la de Sant Joan Evangelista d'uns pocs anys enrere. La cama esquerra de Sant Marc té una suau inclinació però d'una forma ponderada, això no va en detriment de l'actitud dreta i solemne. El petit gir del cos està realitzat per fer sobresortir lleugerament l'estàtua de la fornícula, evitant la rigidesa d'una posició estrictament frontal. La mirada del sant sembla perdre's cap al llunyà horitzó indefinit. A la mà esquerra, la figura té un llibre obert, l'atribut típic dels evangelistes.
La crítica sempre ha lloat els valors formals de l'obra, que traspassa tota la serietat i moralitat de l'evangelista, però comparant aquest treball amb el Sant Jordi, sempre han preferit aquest últim.
Encara que el treball es considera la primera escultura del renaixement plenament a la trajectòria de l'artista, amb la restauració i el descobriment del daurat, s'ha observat que la decoració pictòrica és més aviat d'estil gòtic. No és unànime, la hipòtesi que l'obra havia pres com a model al veí Sant Felip de Nanni di Banco, ja que no és cert que aquest treball ha estat tallat abans. A més a més, existeixen importants diferències formals entre les dues estàtues: la de Sant Marc és més expressiu, i ferm a la superfície, mentre que el Sant Felip té una actitud més estàtica.